# All 'n All
Albums de Earth, Wind & Fire
Spirit
(1976) The Best of Earth, Wind & Fire, Vol. 1
(1978)
Singles
1. Serpentine Fire
Sortie : 15 octobre 1977
2. Fantasy
Sortie : 20 janvier 1978
3. Jupiter
Sortie : 14 avril 1978
4. Magic Mind
Sortie : 7 juillet 1978

All 'n All est le huitième album studio du groupe américain Earth, Wind and Fire, sorti le 21 novembre 1977 chez Columbia Records. L'album est produit par Maurice White. Il s'est inspiré d'un voyage d'un mois en Argentine et au Brésil pour réaliser cet album.
L'album s'est classé à la première place du classement Billboard Top Soul Albums et à la troisième place du classement Billboard 200. All 'n All a été certifié triple disque de platine aux États-Unis par la RIAA, disque d'or au Canada par Music Canada et disque d'argent au Royaume-Uni par la BPI,,.

## Liste des titres
| 1. | Serpentine Fire                     | - Maurice White - Verdine White - Reginald "Sonny" Burke     | 3:51 |
| 2. | Fantasy                             | - Maurice White - Verdine White - Eduardo Del Barrio         | 4:38 |
| 3. | In the Marketplace (interlude)      | Maurice White                                                | 0:43 |
| 4. | Jupiter                             | - Maurice White - Verdine White - Larry Dunn - Philip Bailey | 3:12 |
| 5. | Love's Holiday                      | - Maurice White - Skip Scarborough                           | 4:23 |
| 6. | Brazilian Rhyme (Beijo) (interlude) | Maurice White                                                | 1:20 |

| 1. | I'll Write a Song For You                    | - Bailey - Al McKay - Steve Beckmeier                                | 5:23 |
| 2. | Magic Mind                                   | - Dunn - Bailey - McKay - Maurice White - Verdine White - Fred White | 3:38 |
| 3. | Runnin                                       | - Maurice White - Dunn - Del Barrio                                  | 5:50 |
| 4. | Brazilian Rhyme (Ponta de Areia) (interlude) | Milton Nascimento                                                    | 0:53 |
| 5. | Be Ever Wonderful                            | - Maurice White - Dunn                                               | 5:08 |

## Crédits

### Musiciens
- Maurice White – chant, chœurs, batterie, kalimba
- Philip Bailey – chant, chœurs, congas, percussion
- Fred White – batterie
- Verdine White – basse électrique, chœurs
- Dorothy Ashby – harpe
- Phil Ayling, Terry Harrington, Fred Jackson, Jr., Abe Most – flûte
- Blanche Belnick, Ronald Clark, Harris Goldman, Jack Gootkin, Ruth Henry, Betty LaMagna, Carl LaMagna, Mary D. Lindquist, Sheldon Sanov, Haim Shtrum, Barry Socher, Lya Stern, David Stockhammer, Marcia Van Dyke – violons
- Roger Bobo – tuba
- George Bohanon, Garnett Brown, Louis Satterfield – trombone
- Oscar Brashear, Chuck Findley, Steve Madaio – trompette
- Ronald Cooper, Jan Kelly, Daniel Smith – violoncelle
- Paulinho Da Costa – percussion
- Eduardo del Barrio – piano
- Eumir Deodato – arrangement de cuivres, arrangement de cordes (7, 10)
- David Duke, Richard Klein, James M. McGee, Alan Robinson, Gale Robinson, Marilyn Robinson – cor d'harmonie
- Larry Dunn – piano, synthétiseurs Moog et Oberheim
- Norman Forrest, Renita Koven, Linda Lipsett, Barbara Thomason – alto
- Janice Gower – violon, premier violon
- Johnny Graham – solo de guitare (5), additional guitars
- Michael Harris - trumpet solo (9), trompette additionnelle
- Ralph Johnson – batterie
- Art Macnow – direction
- Al McKay – guitare solo (9), guitares additionnels
- Don Myrick – solo de saxophone (9), saxophone alto, saxophone ténor, saxophone baryton
- Susan Ranney –  basse acoustique
- Meyer Rubin – basse acoustique
- Richard Salvato – direction
- Skip Scarborough – piano
- Tom Tom 84 - arrangements des cordes et des cuivres
- Andrew Woolfolk – saxophone ténor

### Production
- Maurice White – production
- Warren Dewey – assistant ingénieur du son
- Larry Dunn – assistant producteur
- George Massenburg – ingénieur du son
- Mark Wilder – mastering
- Jack Rouben – assistant ingénieur du son
- Shusei Nagaoka – illustration

Crédits adaptés du livret de l'album.

## Classements et certifications
| Classement (1977–78)          | Meilleure position |
| ----------------------------- | ------------------ |
| Canada (RPM 100 Albums)       | 3                  |
| États-Unis (Billboard 200)    | 3                  |
| États-Unis (Top Soul LPs)     | 1                  |
| Japon (Oricon)                | 14                 |
| Nouvelle-Zélande (RIANZ)      | 12                 |
| Pays-Bas (Mega Album Top 100) | 4                  |
| Royaume-Uni (UK Albums Chart) | 13                 |
| Suède (Sverigetopplistan)     | 11                 |

| Classement (1979)          | Position |
| -------------------------- | -------- |
| États-Unis (Billboard 200) | 12       |
| États-Unis (Top Soul LPs)  | 1        |
| Japon (Oricon)             | 31       |
| Pays-Bas (Album Top 100)   | 12       |

### Certifications
| Région                                | Certification | Ventes/Streams |
| ------------------------------------- | ------------- | -------------- |
| Canada (Music Canada)                 | Or            | 50 000^        |
| États-Unis (RIAA)                     | 3 × Platine   | 3 000 000^     |
| Pays-Bas (NVPI)                       | Or            | 50 000^        |
| Royaume-Uni (BPI)                     | Argent        | 60 000^        |
| ^Mise en rayon selon la certification |               |                |